# Напівпелагіанство
Напівпелагіанство (або семіпелагіанізм) — поширена серед кальвіністських та деяких римо-катилицьких богословів назва такого напряму в сотеріології, як синергізм. Вчення синергізму запропонував прп. Іоан Касіан Римлянин як поміркований погляд на взаємодію між Божою благодаттю та свободою людської волі, в протилежність крайнощам вчень Пелагія та Августина. Вчення преподобного Іоана Касіана підтримали святий Вінсент (Вікентій) Лерінський і єпископи Фауст Регійський та Генадій Марсельський. Найбільш активно цей погляд підтримувався церквами Південної Галлії, звідки пішла одна з назв цієї течії — масселіанізм (від міста Марсель). Це вчення офіційно підтримано на Арелатському соборі між 470 та 475 роками, де також схвалено трактат Фауста Регійського «Про Божу благодать та свободу волі людини». 
Проте через століття після смерті Іоана Касіана прихильники Августина здобули більшість у Західній Церкві, й синергійне розуміння спасіння оголосили єрессю під час Другого собору в Оранжі 529 року. Рішення собору схвалив Папа Боніфацій II. Відтоді сотеріологія та антропологія Західної та Східної церкви почали розвиватися різними шляхами.
Термін напівпелагіанство вперше запропоновано до вжитку у другій половині XVI століття під час догматичних дискусій серед протестантів. Термін використовували й далі використовують прихильники вчення Августина, а пізніше Кальвіна для прив'язки синергічного вчення Іоана Касіана до єретичного вчення Пелагія та обвинувачення синергістів у єресі.